# Mincome

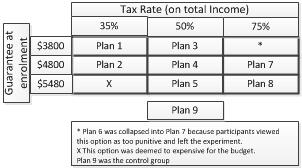
Design av basinkomstprojektet Mincome i Dauphin, Kanada, som genomfördes under 1970-talet. Siffrorna anger nivån på "basinkomstensen" då arbetsinkomst saknas, samt skattesatser (marginaleffekter).

Mincome var ett pilotprojekt med negativ inkomstskatt i Dauphin i Kanada, under 1970-talet. Projektet finansierades av Manitobas provinsregering och den federala kanadensiska regeringen under premiärminister Pierre Trudeau. Projektet lanserades genom ett pressmeddelande den 21 februari 1974, av dåvarande regeringen som leddes av Edward Schreyers New Democratic Party of Manitoba (NDP). Projektet lades ner 1979 av regeringen som leddes av Progressive Conservative Party of Manitoba under Sterling Lyon och det federala Progressive Conservative Party of Canada som leddes av Joe Clark. Pilotprojektet, liksom de likartade amerikanska försöken under samma tidsperiod, syftade främst till att undersöka effekterna avseende lönearbetet. Även vissa andra aspekter undersöktes.